# Scotolemon balearicus
Scotolemon balearicus is een hooiwagen uit de familie Phalangodidae.